# Heike Rauer
Heike Rauer (* 18. Juni 1961 in Hannover) ist eine deutsche Astrophysikerin und Hochschullehrerin.

## Leben
1980 machte Rauer das Abitur am Gymnasium Langenhagen. Sie studierte Physik und erlangte ihr Diplom 1986 an der Gottfried Wilhelm Leibniz Universität Hannover. Von 1987 bis 1988 war sie dort wissenschaftliche Assistentin. Dann forschte sie von 1988 bis 1995 als Doktorandin am Max-Planck-Institut für Aeronomie in Katlenburg-Lindau. 1991 promovierte sie an der Georg-August-Universität Göttingen mit einer Arbeit zum Thema Untersuchung der dynamischen Variabilität der Ionen in Kometenschweifen durch Messung der Säulendichten und Geschwindigkeiten.
Von 1995 bis 1997 arbeitete sie als ESA-Gastforscherin am Pariser Observatorium. Von 1997 bis 2004 war sie Postdoc am Institut für Planetenforschung des Deutschen Zentrums für Luft- und Raumfahrt in Berlin-Adlershof. Von 2005 bis 2018 war sie dort Leiterin der Abteilung extrasolare Planeten und ihre Atmosphären.
2004 habilitierte Rauer sich an der Technischen Universität Berlin. Von 2006 bis 2017 war sie dort Professorin für planetare Physik. Seit 2017 ist sie Professorin für planetare Geophysik an der Freien Universität Berlin und, als Nachfolgerin von Tilman Spohn, Leiterin des Instituts für Planetenforschung am Deutschen Zentrum für Luft- und Raumfahrt.

## Forschung und Lehre
Rauer hält Vorlesungen über Planetenphysik. Ihr Forschungsschwerpunkt sind die extrasolaren Planeten. Mit Hilfe der Transitmethode sucht sie extrasolare Planeten und charakterisiert sie. Dazu nutzt sie sowohl Weltraumteleskope als auch erdgestützten Beobachtungen. Sie modelliert die Atmosphäre der Exoplaneten und untersucht deren spektroskopische Eigenschaften. Sie klassifiziert die Planeten nach ihrer Habilität. Ziel ihrer Untersuchungen ist es, Spuren von Leben auf den Planeten nachzuweisen und Aussagen über die Frühzeit des Sonnensystems zu treffen.
Rauer wirkte als Antragstellerin, Leiterin, Sprecherin und als beteiligte Wissenschaftlerin an mehreren von der Deutschen Forschungsgemeinschaft (DFG) geförderten Projekten mit, darunter
- 1998–2002: Untersuchung der Ausgasungsprozesse und Zusammensetzung von Kometen durch Beobachtung der Aktivität entlang des Orbits
- 2015–2021: Charakterisierung und Bestimmung von Atmosphärenparametern terrestrischer Extrasolarer Planeten um kühle Zentralsterne
- 2015–2021: Der Einfluss kosmischer Strahlung auf Biosignaturen in Atmosphären von Exoplaneten
- seit 2016: Wechselwirkungen zwischen dem Innern, der Oberfläche und der Atmosphäre in der Frühgeschichte der terrestrischen Planeten
- 2017–2021: Zusammensetzung von Planeten mit einer N-body-Monte-Carlo Methode
- 2017–2022: Pebble-Akkretion und die Zusammensetzung von Exoplaneten
- 2017–2022: Bestimmung des inneren Aufbaus von Exoplaneten durch Messung der Love number k_2
- 2017–2023: Entdeckung und Charakterisierung von kleinen Jupitern mit NGTS (Next Generation Transit Survey)
- 2017–2023: Die Vielfältigkeit von Exoplaneten im Masse-Dichte-Diagramm
- 2017–2023: Wechselwirkungen zwischen Planeteninnerem und Atmosphäre und die Vielfalt detektierter sub-Neptune
- seit 2017: Exploration der Diversität extrasolarer Planeten
- seit 2020: Die Verschiedenheit von Exoplaneten erforscht über die mittlere Dichte in einem Multi-Parameter Raum
- seit 2020: Genauere Bestimmung von inneren Aufbaus der Exoplaneten durch Messung der Loveschen Zahlen k2, h2
- seit 2020: Wie lang können die extremsten Planetensysteme überleben? Messung der Orbitverringerung von heißen Jupitern durch Gezeitenkräfte[5]

Rauer hat mehr als 400 Publikationen verfasst. Ihr h-Index liegt bei 55.

## Ämter
Von 2006 bis 2014 war Rauer als Forscherin beteiligt am französisch-europäischen Weltraumteleskops COROT. Sie arbeitete in der Arbeitsgruppe des Mikrowellenteleskops MIRO an der ESA-Mission Rosetta mit, die die Kometengase des Kometen Tschurjumow-Gerassimenko untersuchte.
Rauer leitet seit 2013 das Instrumentenkonsortium für das ESA-Weltraumteleskop PLATO. PLATO ist eine Raumsonde, die 2026 ins All gestartet werden soll, um dort extrasolare Planeten zu erforschen und nach erdähnlichen Planeten zu suchen. Rauer gehört zur Gruppe, die mit Hilfe des Next-Generation Transit Survey (NGTS) nach Exoplaneten sucht. Das NGTS ist eine Gruppe von 12 automatisch arbeitenden Teleskopen in der Atacama-Wüste im Norden Chiles, Teil der Europäischen Südsternwarte ESO. Die Beobachtungen werden mit einer CCD-Kamera aufgezeichnet.
Rauer koordiniert das DFG-Schwerpunktprogramm Exploring the Diversity of Extrasolar Planets. Außerdem ist Rauer leitende Forscherin eines Projektes innerhalb des Sonderforschungsbereiches Transregio-170. Dieses Projekt untersucht, wie das Innere der erdähnlichen Himmelskörper und ihre Oberfläche aufeinander einwirkten. Dies ist ein für die Planetenentstehung wichtiger Vorgang. Oberflächentemperatur und Magmaozean beeinflussten sich gegenseitig. Meteoriteneinschläge brachten Material auf die Erde, das sich mit dem Magma vermischte. Entstehende Ausgasungen beeinflussten die Atmosphäre. Es soll ein Modell entwickelt werden, das hilft, diese Vorgänge zu verstehen.

## Mitgliedschaften
Rauer ist Mitglied der Internationale Astronomische Union, des Landesausschusses des Committee on Space Research (COSPAR), des Programmausschusses Erforschung des Weltraums, der Deutschen Physikalischen Gesellschaft (DPG), der Astronomischen Gesellschaft (AG) und von Organisationskomitees verschiedener Tagungen, wie zum Beispiel der Exo3 Conference, 2020 in Heidelberg, der Tagung Towards Other Earths III: From solar system to exoplanets, 2020 in Portugal und der jährlichen Konferenzen Planetenbildung: Das Sonnensystem und extrasolare Planeten, die sie selbst initiiert hat.

## Veröffentlichungen (Auswahl)
- H. Rauer und andere: The PLATO Mission, 16th Europlanet Science Congress 2022
- Heike Rauer, Véronique Dehant: Solar system-exoplanet scientific synergies in the context of Horizon 2061 science questions about Planetary Systems and of the programmatic landscape, 43rd COSPAR Scientific Assembly, 2021
- F. Wunderlich, M. Scheucher, M. Godolt, J. Grenfell, F. Schreier, P. C. Schneider, D. J. Wilson, A. Sánchez López, M. López Puertas, H. Rauer: Distinguishing between wet and dry atmospheres of TRAPPIST-1 e and f, 2020 online
- H. Rauer und andere: The PLATO 2.0 mission, Experimental Astronomy, Volume 38, 2014 online
- H. Rauer, S. Gebauer, P. V. Paris, J. Cabrera, M. Godolt, J. L. Grenfell, A. Belu, F. Selsis, P. Hedelt, F. Schreier: Potential biosignatures in super-Earth atmospheres. I. Spectral appearance of super-Earths around M dwarfs, Astronomy & Astrophysics, Volume 529, 2011
- H. Rauer, T. Fruth, A. Erikson: Exo-planet search from Dome C and space a comparative study, EAS Publications Series, Volume 33, 2008
- Trans-Neptunian Objects and Comets, Saas-Fee Advanced Course 35, Volume 35, ISBN 978-3-540-71957-1, Springer-Verlag Berlin Heidelberg, 2007
- Ion composition and solar wind interaction: Observations of comet C/1995 O1 (Hale-Bopp), Earth, Moon, and Planets, v. 79, 1997
- H. Rauer, T. Bonev, K. Jockers, N. Thomas: Low-resolution spectra of the Io plasma torus 2 days after the Ulysses encounter, Planetary and Space Science, Volume 41, 1993

## Online-Vorträge (Auswahl)
- Gibt es eine zweite Erde? - exkurs-Gespräch mit Prof. Dr. Heike Rauer auf YouTube, 4. Oktober 2023, abgerufen am 25. November 2023.
- Gibt es Leben im All, Prof. Rauer? auf YouTube, 17. Januar 2023, abgerufen am 25. November 2023.
- Das Weltraumteleskop PLATO - Heike Rauer auf YouTube, 19. Dezember 2022, abgerufen am 25. November 2023.
- Prof. Dr. Heike Rauer „Die Vielfalt extrasolarer Planeten“ auf YouTube, 22. September 2022, abgerufen am 25. November 2023.
- Wir sind nicht allein #4 auf YouTube, 30. April 2021, abgerufen am 25. November 2023.
- Entdeckerinnen des Kosmos auf YouTube, 8. März 2021, abgerufen am 25. November 2023.
- Planetarer Body Mass Index auf YouTube, 3. November 2016, abgerufen am 25. November 2023.
- Außerirdisches Leben: ist da wer?, Projekt Zukunft auf YouTube, 30. September 2013, abgerufen am 25. November 2023.